# Alicia Freilich
Alicia Freilich   (Caracas, 15 de març de 1939) és una escriptora, novel·lista, periodista i educadora veneçolana d'origen jueu.

## Joventut
Alicia Freilich va ser la major de tres filles del matrimoni de Máximo Freilich i Rebeca Warszawska de Freilich, immigrants jueus d'origen polonès. Les seves germanes són Miriam (1943-) i Perla (1945-1972). Va assistir a la Universitat Central de Veneçuela, on va obtenir una llicenciatura en literatura el 1969.

## Carrera profesional
Poc després de graduar-se, Freilich començar la seva carrera periodística en el diari El Nacional, treballant en una columna sobre literatura i informació política, amb especial èmfasi en els tòpics de la infantesa i la família, entre altres temes. La seva sensibilitat va fer que s'enfoqués en històries de la vida real vinculades a las lluita diària de la gent comuna. Aquests articles van recollir premis nacionals i internacionals.
Freilich va passar 31 anys a El Nacional, sota la direcció d'Arturo Uslar Pietri (1969-1978) i Ramón J. Velásquez (1982-2002). També va escriure articles independents al diari El Universal (entre 1979 i 1981), a la revista Tal Cual (entre 2006 i 2009), i en les publicacions de la fundació Bigott (entre 2005 i 2007).
Entre 1970 i 1971 va presentar un programa d'assumptes culturals a la Televisora Nacional. Poc després, va escriure un guió basat en la novel·la La rebel·lió (1946) de Rómulo Gallegos (1884-1969), que va ser transmès per Ràdio Caracas Televisió el 1972.
Com educadora activa durant més de quatre dècades, Freilich va dictar classes en diferents nivells educatius: primària, secundària i a la universitat, tant en l'educació privada i pública.
El 1973, Freilich escriure Triálogo, en què compara temes i assumptes històrics, com Shylock (típic estereotip antisemita d'un avariciós usurer jueu, personatge central en l'obra El mercader de Venècia, de William Shakespeare) i les horribles conseqüències d'un mite, traça el paral·lelisme entre la vida d'Issaak Bàbel i altres exiliats russos, com Borís Pasternak i Aleksandr Solzhenitsyn, associa el «shalom aleijem» amb l'humor jueu, i estudis d'escriptors italians Giorgio Bassani i Natalia Ginzburg.
El seu treball més conegut és Claper (1987), una novel·la que mostra un profund sentit de pertinença i identitat familiar durant un viatge espiritual i físic als Estats Units d'Amèrica a principis de segle xx.
A més, el seu llibre La venedemocracia (1978) és un compendi d'entrevistes amb algunes figures polítiques rellevants de la història contemporània de Veneçuela, entre ells Gonzalo Barrios, Luis Beltrán Prieto Figueroa, Pompeyo Márquez, Jóvito Villalba, i els expresidents Rómulo Betancourt i Rafael Caldera. El 2008 (trenta anys més tard), ha estat reeditat per tercera vegada. També va escriure la biografia de dos músics reconeguts com Ilan Chester (2004) i Aldemaro Romero (2008). El 2000 publica sota demanda la novel·la Vieja verde, la segona edició ha estat publicada el 2015; aquesta novel·la narra la vivència d'una senyora de la tercera edat en els inicis de govern d'Hugo Rafael Chávez, reflectint els canvis que es van començar a viure en Veneçuela a la fi del segle xx.

## Vida privada
El 1962 es va casar amb el neuròleg Jaime Segal, i va ser coneguda amb el nom d'Alicia Freilich de Segal fins al seu divorci en 2008. Van tenir dos fills, Ernesto i Ariel.
Actualment, Freilich és una consultora independent d'educació i aprenentatge que treballa en l'ambient de l'educació a Veneçuela. A més d'això, ofereix la seva opinió sobre l'art, el cinema, la literatura, la música i la política al blog Ideas de Babel.

## Obres publicades

### Llibres
- Triálogo, notas de crítica urgente.[4]
- Cuarta dimensión.[5]
- La venedemocracia.[6]
- Legítima defensa.[7]
- Entrevistados en carne y hueso.[8]
- Ilan Chester es verdad.[9]
- En clave sexymental: Aldemaro Romero a medio siglo creativo.[10]

### Novel·les
- Cláper.[11]
- Colombina descubierta.[12]
- Vieja verde.[13]
- Diosito en los infiernos de este mundo.[14]